# 高橋政代
高橋 政代（たかはし まさよ、1961年（昭和36年）6月23日 - ）は、日本の医学者・眼科医。学位は、医学博士（京都大学）。京都大学助教授を経て、2019年7月まで理化学研究所多細胞システム形成研究センター網膜再生医療研究開発プロジェクトのプロジェクトリーダー。従来、再生不可能と考えられていた網膜再生医療技術の研究・開発に取り組んでいる。夫は京都大学iPS細胞研究所教授の高橋淳。
笹井芳樹との共同研究で、2008年に世界で初めてヒトES細胞から神経網膜を分化誘導することに成功する。2013年にはiPS細胞による加齢黄斑変性治療の臨床試験が承認され、2014年にはイギリスのネイチャー誌が選ぶ「2014年に注目すべき5人」にも選ばれた。同年9月12日には自己由来のiPS細胞を患者へ移植する臨床研究を世界で初めて実施し、ネイチャー誌「今年の10人」にも選出された。

## 来歴・人物

### 眼科医・研究者へ
大阪府生まれ。本が好きで小説をよく読み、英語塾に通っていた。中学時代は優等生タイプだったが、高校は制服がない自由な校風で、高橋は軽音楽部でエレキギターに取り組み、ハードロックバンドのレッド・ツェッペリンに夢中になる。子供の頃はキュリー夫人に憧れ、小学校の作文にも大人になったらキュリー夫人のようになりたいと書いていた。そのことはすっかり忘れていたが、大学進学に当たり親の勧めで医学部へ進学することになる。
京都大学の学部時代はテニス漬けの日々を送った。子供が欲しかったため、家庭と研究を両立できそうな眼科を専攻した。1986年に京都大学医学部を卒業し、眼科の臨床医となる。なお、卒業と同時に同級生の夫と結婚している。同眼科学教室を経て翌年には関西電力病院へ眼科医として赴任する。1988年には母校の博士課程へ進み、1992年に医学博士の学位を取得する。

### 夫婦で留学、神経幹細胞・ES細胞との出会い
1995年、脳神経外科医になっていた夫がアメリカに留学することとなり、二人の娘と共に渡米する。ソーク研究所で当時発見されたばかりの神経幹細胞の存在を知り、臨床医として網膜の治らない患者を診てきた高橋は、神経幹細胞から神経網膜もできるはずと考えた。眼科医でこれを知っているのは自分だけ、網膜の治療が自分の使命と思い、以後の一連の研究が始まった。しかし当初は5、6年でできると考えていたが、思ったより苦労することになる。
アメリカから帰国後も、京都大学で臨床医として患者に接しつつ、研究を進めた。体性幹細胞で実験を重ねたが、うまく行かない日々が続いた。2000年頃にES細胞に着目した。京都大学医学部の同級生で理化学研究所の笹井芳樹からES細胞を見せられる。ES細胞から脳の神経細胞を誘導しようとしていた笹井と共同研究を行い、小坂田文隆と共に世界で初めてとなるヒトES細胞から神経網膜の分化誘導を行うことに成功する。臨床実験に発展させようとするが、ES細胞には倫理上の問題があることから厚生労働省の認可が下りなかった。

### iPS細胞による臨床研究の実現へ
2006年には京都大学から理化学研究所発生・再生科学総合研究センター (CDB : Center for Developmental Biology) へ異動する。ES細胞の臨床実験の見通しが立たない頃、山中伸弥がiPS細胞の開発に成功する。iPS細胞により倫理面と適合性の問題が解消し、現実的な臨床実験への見通しが立つ。さらにES細胞やiPS細胞から網膜シートを作り、マウスの眼球に移植、長期間にわたって移植片が機能的に生着し得ることを示唆する成果を出した。
網膜疾患には緑内障、糖尿病による網膜症、網膜色素変性等があるが、高橋は患者の治療経験から加齢黄斑変性に注目。高橋はiPS細胞由来網膜色素上皮細胞移植による加齢黄斑変性治療の開発を目指し、2013年2月28日に計画書を厚労省に提出。厚労省は3月27日に『ヒト幹細胞臨床研究に関する審査委員会』を開催して審査を開始、6月27日には臨床研究の実施を条件付きで了承した。本臨床研究では患者の皮膚からiPS細胞を作り、シート状に培養して網膜に貼り付ける方法をとる。なお、既存の薬物治療などでは効果がない6名の患者が対象となる。7月19日、田村憲久厚生労働大臣は実施計画を正式に承認した。2013年8月1日より加齢黄斑変性の患者の募集を開始した。

### 臨床研究を控えてのSTAP騒動
2014年、高橋が所属する理研CDBにおいて、STAP論文の研究不正が発覚。研究倫理徹底を誓約するCDB若手リーダーの声明には高橋も名を連ねた。騒動が混迷を極める中、2014年7月1日には自身のTwitterで「理研の倫理観にもう耐えられない」と本音を吐露した。
さらに7月2日には、iPS臨床について「このような状況でする臨床研究ではないと思います。万全を期すべき臨床のリスク管理として、このような危険な状況では責任が持てないのです」とツイートし、まだ治療が始まっていない患者については中止も含めて検討すること、現在治療が進行している患者でも本人の意思で中止可能との意向が報道された。その後、同日付けで理研ホームページに「ネット上で「中止も含めて検討」と申し上げたのは、様々な状況を考えて新規の患者さんの組み入れには慎重にならざるを得ないというのが真意で、中止の方向で考えているということではありません。」等のコメントを発表、「臨床研究は予定通り遂行します。お騒がせして申し訳ありません」という報道がなされた。翌日には新聞社のインタビューにも答え、STAP問題への見解やiPS臨床の状況を語った。

### 加齢黄斑変性の臨床手術遂行と展開
2014年9月12日、理化学研究所発生・再生科学総合研究センターと先端医療センター病院がiPS細胞から作った網膜の細胞を、「加齢黄斑変性」の患者に移植する臨床研究の手術を行ったと発表。今回は安全性の確認を目的とした臨床研究であり、実際に患者の体に移植したのは世界初となる。
2014年9月18日、合併症等の有害事象の発生はなく、移植したiPS細胞シートは所定の位置に留まっており異常なく、経過良好で患者退院。
計画が進む神戸アイセンターにも関与。同年12月にはネイチャー誌から「今年の10人」に選出され、「トラブルの年に希望をもたらした」「眼科医が幹細胞分野に希望を注入した」と評価された。
2015年10月2日、加齢黄斑変性の手術から1年が経過したことを受け、理化学研究所多細胞システム形成研究センターと先端医療振興財団が、神戸市内で記者会見を行い、手術から1年を過ぎた患者の状態について、「がんなどの異常は見られず、安全性の確認を主目的とした1例目の結果としては、良好と評価できる」と発表した。視力は術前とあまり変わらない0.1程度を維持しており、患者女性は「明るく見えるようになり、見える範囲も広がったように感じる。治療を受けて良かった」と話していると報告された。
2017年3月16日、1年後の経過観察ののち、上記の加齢黄斑変性の手術に関する論文を最終発表した。2症例について報告し、そのうち症例1ではiPS由来の組織は定着してものの、上記の報道にもかかわらず視力はよくも悪くもなっていなかった、術後4週間で消えていた病変である浮腫が再度現れたことを報告している。症例2ではiPS細胞から作った細胞が遺伝子異常を示したので移植を見送ったとしている。
2017年2月2日、高橋政代をプロジェクトリーダーとし、神戸市立医療センター中央市民病院、大阪大学大学院医学系研究科、京都大学iPS細胞研究所、理化学研究所が申請していた他人由来のiPS細胞を使った滲出型加齢黄斑変性症の臨床試験に対し厚生労働省が計画を了承した。他人由来のiPS細胞を使った臨床研究は世界初となる。2017年4月から5人の患者に移植が実施された。
2019年4月18日、理化学研究所が他人由来のiPS細胞を使った滲出型加齢黄斑変性の治療を受けた5人の患者の術後1年の経過を報告。安全性が確認され、視力低下も抑えられた。5人とも移植細胞が定着しており、損なわれた目の構造が修復できたことも確認した。1人で軽い拒絶反応が出たが、ステロイド剤の投与で抑え込むことができた。プロジェクトリーダーである高橋政代は「実用化に向け7合目まで来た」と評価した。

### 理化学研究所退職後
2019年7月、理化学研究所退職。
2019年8月1日、スタートアップ企業である「ビジョンケア」の社長に就任。
2021年、日仏科学協力に積極的に取り組んだ功績が高く評価され、フランス共和国国家功労勲章シュヴァリエを受章。
2021年7月、網膜色素上皮細胞の製造方法の特許（特許第6518878号）について、特許法第93条第2項に基づき、「特許発明の実施が公共の利益のため特に必要である」として、経済産業大臣に通常実施権の裁定を求める裁定を請求した。
2024年5月30日、特許庁が一定の条件下で使用が認められることで和解が成立したと発表。特許を持つ「ヘリオス」などによると、ビジョンケアは、患者自身のiPS細胞を使った手術を30人まで実施できるなどとした。同日、高橋は会見を開き、「iPSには医療を変える大きな力がある。医療側の私たちなら早期に開発ができると思っていたので、特許使用を認められたのは大きい」と話した。

## 略歴

### 主所属
- 1980年 - 大阪教育大学附属高等学校池田校舎卒業[12]
- 1986年 - 京都大学医学部卒業、京都大学医学部眼科学教室入局
- 1987年 - 関西電力病院眼科
- 1988年 - 京都大学大学院医学研究科博士課程（視覚病態学）
- 1992年 - 京都大学医学部眼科助手、医学博士[4]
- 1995年 - アメリカ ソーク研究所研究員[6]
- 1997年 - 京都大学 視覚病態学 助手 復職
- 2001年 - 京都大学病院 探索医療センター 助教授
- 2006年 - 理化学研究所 発生・再生科学総合研究センター 網膜再生医療研究チーム チームリーダー[3]
- 2012年 - 組織改組により、同センター 網膜再生医療研究開発プロジェクト プロジェクトリーダー
- 2014年 - 組織改組[53][54]により、多細胞システム形成研究センター 網膜再生医療研究開発プロジェクト プロジェクトリーダー[55]
- 2019年 - 7月理化学研究所退職、8月5日ビジョンケア社長に就任。

### 客員・兼任
理化学研究所に赴任した2006年以降、
- 2006年 - 神戸市立医療センター中央市民病院眼科 非常勤医師
- 2008-2011年 - 先端医療センター病院 眼科客員副部長
- 2009-2010年 - 京都大学大学院医学研究科 先端・国際医学講座 客員准教授
- 2010-2012年 - 京都大学大学院医学研究科 連携大学院講座 客員准教授
- 2010-2013年 - 京都大学iPS細胞研究センター 客員教授
- 2011年 - 先端医療センター病院 眼科部長（網膜再生担当）
- 2012年 - 京都大学大学院医学研究科 連携大学院講座 客員教授 兼任
- 2013年 - 京都大学iPS細胞研究所 アドバイザー
- 2017年 - 全米医学アカデミー外国人会員選出

等を兼任しており、理研認定ベンチャーである
- 株式会社 日本網膜研究所 取締役（現、株式会社ヘリオス）

にも就任していた。

### 社会的活動
- 「日本再生医療学会」理事（2013年3月現在）[58]
- 「再生医療の実用化・産業化に関する研究会」委員（2013年度、座長：岡野光夫）[59]

## 主な著作

### 学位論文
- 高橋政代『Distributional Change of Fodrin in the Wound Healing Process of the Corneal Epithelium』京都大学〈博士論文（甲第5028号）〉、1992年3月23日。（日本語題名：角膜上皮創傷治癒過程におけるフォドリンの局在変化）

### 代表論文
- Juthaporn Assawachananont, Michiko Mandaiemail, Satoshi Okamoto, Chikako Yamada, Mototsugu Eiraku, Shigenobu Yonemura, Yoshiki Sasai, Masayo Takahashi (2014-05-06). “Transplantation of Embryonic and Induced Pluripotent Stem Cell-Derived 3D Retinal Sheets into Retinal Degenerative Mice”. Stem Cell Reports 2 (5):  662-674.
- Hiroyuki Kamao, Michiko Mandai, Satoshi Okamoto, Noriko Sakai, Akiko Suga, Sunao Sugita, Junichi Kiryu, Masayo Takahashi (2014-02-11). “Characterization of Human Induced Pluripotent Stem Cell-Derived Retinal Pigment Epithelium Cell Sheets Aiming for Clinical Application”. Stem Cell Reports 2 (2):  205-218.
- Satoshi Nojima, Toshihiko Toyofuku, Hiroyuki Kamao, Chie Ishigami, Jun Kaneko, Tatsusada Okuno, Hyota Takamatsu, Daisuke Ito, Sujin Kang, Tetsuya Kimura, Yuji Yoshida, Keiko Morimoto, Yohei Maeda, Atsushi Ogata, Masahito Ikawa, Eiichi Morii, Katsuyuki Aozasa, Junichi Takagi, Masayo Takahashi & Atsushi Kumanogoh (2013-01-29). “A point mutation in Semaphorin 4A associates with defective endosomal sorting and causes retinal degeneration”. Nature Communications 4.Article number:1406

- Jin Z. B, et al. (2011-02-10). “Modeling retinal degeneration using patient-specific induced pluripotent stem cells”. PLoS One 6.e17084.
- Fumitaka Osakada, Hanako Ikeda, Yoshiki Sasai, Masayo Takahashi (2009). “Stepwise differentiation of pluripotent stem cells into retinal cells”. Nature Protocols 4:  811-824.
- Osakada F, Ikeda H, Mandai M, Wataya T, Watanabe K, Yoshimura N, Akaike A, Sasai Y, Takahashi M. (2008). “Toward the generation of rod and cone photoreceptors from mouse, monkey and human embryonic stem cells”. Nature Biotechnology 26:  215-224.
- Fumitaka Osakada , Hanako Ikeda , Michiko Mandai , Takafumi Wataya , Kiichi Watanabe , Nagahisa Yoshimura , Akinori Akaike , Yoshiki Sasai & Masayo Takahashi (2008-02-01). “Toward the generation of rod and cone photoreceptors from mouse, monkey and human embryonic stem cells”. Nat Biotechnol 26:  215-224.
- Osakada F, Ooto S, Akagi T, Mandai M, Akaike A, Takahashi M. (2007-04-11). “Wnt signaling promotes regeneration in the retina of adult mammals”. J Neurosci 27 (15):  4210-9.
- Ooto S1, Akagi T, Kageyama R, Akita J, Mandai M, Honda Y, Takahashi M. (2004-09-14). “Potential for neural regeneration after neurotoxic injury in the adult mammalian retina”. Proc Natl Acad Sci U S A 101. 101 (37):  13654-9.
- Haruta M, Sasai Y, Kawasaki H, Amemiya K, Ooto S, Kitada M, Suemori H, Nakatsuji N, Ide C, Honda Y, Takahashi M. (2004-03). “In vitro and in vivo characterization of pigment epithelial cells differentiated from primate embryonic stem cells”. Invest Ophthalmol Vis Sci 45 (3):  1020-1025.
- Nishida A, Takahashi M, Tanihara H, Nakano I, Takahashi JB, Mizoguchi A, Ide C, Honda Y (2000). “Incorporation and differentiation of hippocampus-derived neural stem cells transplanted in injured adult rat retina”. Investigative Ophthalmology & Visual Science 41 (13):  4268-4274.
- Takahashi M, Palmer TD, Jun Takahashi, Fred H. Gage (1998). “Widespread integration and survival of adult-derived neural progenitor cells in the developing optic retina”. Molecular and Cellular Neuroscience 12 (6):  340-348.

### 著書
- テルモ科学技術振興財団「生命科学DOKIDOKI研究室」 監修 著、朝日新聞出版 編『いのちの不思議を考えよう : 最前線の生命科学者12人に聞く』朝日新聞出版、2014年4月。ISBN 9784023310186。「網膜再生で視機能の回復を目指す」高橋政代

### 解説記事
- 高橋政代 (2003年6月). “網膜再生による視機能回復（特集 再生医療 ES細胞を使って）”.   日経サイエンス. 2014年4月14日閲覧。
- 高橋政代「網膜の再生医療（特集 21世紀の再生医療最先端）」『再生医療』第2巻第3号、2003年8月、15-20頁。
- 池田華子、高橋政代「眼科学 ES細胞からの神経網膜前駆細胞と視細胞の分化誘導 - 網膜疾患の治療に向けて」『医学のあゆみ』第216巻第7号、2006年2月18日、548-550頁。
- 高橋政代「幹細胞移植による網膜再生（人体再生 - 幹細胞がひらく未来の医療 - 第2章 実用化に向けた確かな進展）」『別冊日経サイエンス』第152巻、2006年3月、94-98頁。
- 高橋政代「ヒトES細胞を用いた網膜細胞への分化誘導と再生治療（あゆみ ヒトES細胞研究のネクストステージ）」『医学のあゆみ』第220巻第2号、2007年1月13日、143-146頁。
- 小坂田文隆、高橋政代「中枢神経系における幹細胞治療 - 網膜再生をめざして（幹細胞技術の現状と展望(9)）」『蛋白質核酸酵素』第52巻第721号、2007年5月、470-477頁。
- 高橋政代「細胞移植による網膜の再生（特集 中枢神経の機能再生 - 細胞治療と人工臓器）」『メディカルバイオ』第4巻第30号、2007年7月、24-29頁。
- 高橋政代「網膜細胞を増やす!」『あたらしい眼科』第24巻第10号、2007年10月30日、1327-1329頁。
- 平見恭彦、高橋政代「網膜色素変性 再生治療と細胞治療（網膜硝子体診療update - 注目の疾患）」『臨床眼科』第62巻第11号、2008年、325-330頁。
- 小坂田文隆、高橋政代「網膜における幹細胞生物学--発生・再生・エイジング（あゆみ 再生医療とアンチエイジング）」『医学のあゆみ』第224巻第7号、2008年2月16日、511-517頁。
- 高橋政代「網膜の再生（特集 再生医学と医療 - 幹細胞の基礎研究と臨床の進歩 - 幹細胞の実用化を目指して - レビューを含めて)」『日本臨床』第66巻第5号、2008年5月、915-919頁。
- 高橋政代「網膜色素上皮の再生医療（あゆみ 感覚器の再生医療）」『医学のあゆみ』第226巻第11号、2008年9月13日、961-964頁。
- 高橋政代「iPS細胞の可能性と今後の課題（特集 再生医療の現状と課題）」『学術の動向』第14巻第8号、2009年8月、8-14頁。
- 万代道子、高橋政代「多能性幹細胞を用いた加齢黄斑変性の細胞移植治療（AYUMI 加齢黄斑変性 - 最新動向）」『医学のあゆみ』第236巻第13号、医歯薬出版、2011年3月26日、1181-1184頁。

### 競争的資金
（科研費 研究代表者）
- 1992-1994年度 - 一般研究B「網膜色素上皮細胞の機能と細胞増殖因子受容体遺伝子発現の関連性についての研究」（吉村長久から代表者変更）
- 1993年度 - 一般研究C「角膜上皮創傷治癒過程におけるカドヘリン及び細胞骨格の動態に関する研究」
- 1997-1998年度 - 基盤研究C「増殖性硝子体網膜症に関与する転写因子の解明とその制御による治療法の開発」（板谷正紀から代表者変更）
- 1998-1999年度 - 国際学術研究「神経前駆細胞の移植・分化誘導による神経網膜再生に関する研究」（谷原秀信から代表者変更）
- 1998年度 - 基盤研究C「神経幹細胞の網膜移植に関する研究」
- 1999-2000年度 - 基盤研究C「ホメオボツクス遺伝子を用いた色素上皮細胞からの網膜神経細胞の分化誘導とその移植」
- 2000年度 - 特定領域研究C「ヒト神経幹細胞のクローン解析によるニューロン分化機構の解明」
- 2001-2002年度 - 基盤研究C「網膜、毛様体、虹彩からの神経幹細胞の分離培養」
- 2001年度 - 特定領域研究C「ヒト神経幹細胞の解析によるニューロン分化機構の解明」

（厚生労働科学研究費補助金）
- 2009-2011年度 - 再生医療実用化研究事業「ヒトiPS細胞由来網膜色素上皮細胞移植の実用化研究」
- 2009-2011年度“細胞移植による網膜機能再生”.   日本の研究.com. 2014年4月14日閲覧。（JST S-イノベ「iPSを核とする細胞を用いた医療産業の構築」採択課題、研究課題番号：3829、研究期間：2009-2011年度）

（科学技術振興機構 再生医療実現拠点ネットワークプログラム「再生医療の実現化ハイウェイ」）
- 2011-2020年度 - 課題A：短期での臨床研究への到達を目指す再生医療研究「iPS細胞由来網膜色素上皮細胞移植による加齢黄斑変性治療の開発」

## 関連事項
- 視覚治療関係 - 再生医学、加齢黄斑変性、網膜色素変性症、毛様体、虹彩、視細胞、網膜
- 研究関係 - 細胞増殖因子、遺伝子導入、上皮細胞成長因子、ホメオボックス遺伝子、分化
- 幹細胞関係 - 万能細胞（多能性幹細胞）、神経幹細胞、体性幹細胞、人工多能性幹細胞（iPS細胞）、胚性幹細胞（ES細胞）
- 所属機関 - 京都大学、関西電力、ソーク研究所、理化学研究所、京都大学iPS細胞研究所
- 関連機関 - 神戸市、神戸医療産業都市構想、ジャパン・ティッシュエンジニアリング、ヘリオス、セルシード
- 関連人物 - 笹井芳樹、山中伸弥、西川伸一、岡野光夫、尾身茂
- 思想 - 緊縮財政政策